# Creative routine work
Creative routine work（クリエイティブ ルーティン ワーク）は、漫才コンビ。
大阪芸術大学在学中にコンビを結成し、M-1グランプリ2005で「ニートをコンビニで働かせる」という時事問題に鋭く切り込んだネタでデビュー。
現在は解散。

## メンバー
- 実紀（1984年3月13日 - ）
- ミルキーしげお（1984年10月25日 - ）

解散後はピン芸人として活動後、2008年2月に元「ダウト」の松元和弘と「エナジーカリブ」を結成。